# Richard Riley
Richard Wilson Riley (ur. 2 stycznia 1933) – amerykański polityk, działacz Partii Demokratycznej, który w latach 1979–1987 pełnił funkcję gubernatora rodzinnego stanu Karolina Południowa, a także, od 1993 do 2001, sekretarza edukacji.
Urodził się w Greenville County w Karolinie Południowej jako syn E. P. Rileya i Marthy Dixon. Z honorami ukończył Furman University w 1954 roku. Następnie służył w szeregach US Navy (1954–1955), gdzie dosłużył się stopnia porucznika. W 1959 ukończył prawo na University of South Carolina.
Karierę polityczną rozpoczął od wyboru na członka stanowej Izby Reprezentantów, gdzie zasiadał w latach 1963–1966. Następne dziesięć (1967–1978) spędził w stanowym Senacie.
Wybrany w 1978 na gubernatora Karoliny Południowej piastował ten urząd dwie kadencje (wybrany ponownie w 1982). W czasie pierwszej przeforsował zmiany w konstytucji stanu, ograniczające liczbę kadencji gubernatorskich, które można sprawować z rzędu, do dwóch czteroletnich.
W czasie jego rządów przykładał wielką wagę do rozwoju edukacji. Za jego kadencji wykonano też pierwszy wyrok śmierci w stanie od 1962.
Prezydent Bill Clinton mianował go sekretarzem edukacji, głównie przez wzgląd na jego zasługi na tym polu w rodzinnym stanie, w 1993. Stanowisko to zajmował przez dwie kadencje Clintona.
Po odejściu z urzędu Riley jest partnerem firmy prawniczej Nelson Mullins Riley & Scarborough, LLP, oraz zasiada w radzie nadzorczej Albert Shanker Institute.
Utworzony w 1999 Richard W. Riley Institute of Government, Politics, and Public Leadership znajduje się na terenie jego dawnej uczelni w Furman.
Żonaty z Ann Osteen Yarborough ma trzech synów i córkę. Jest metodystą.